# Saison 1918-1919 des Sénateurs d'Ottawa
Autres saisons
Saison précédente Saison suivante
La saison 1918-1919 de hockey sur glace est la trente-quatrième à laquelle participent les Sénateurs d'Ottawa.

## Classement

### 1redemie
|                       | PJ | V | D | N | Pts | BP | BC |
| --------------------- | -- | - | - | - | --- | -- | -- |
| Canadiens de Montréal | 10 | 7 | 3 | 0 | 14  | 57 | 50 |
| Sénateurs d'Ottawa    | 10 | 5 | 5 | 0 | 10  | 39 | 39 |
| Arenas de Toronto     | 10 | 3 | 7 | 0 | 6   | 42 | 49 |

### 2edemie
|                       | PJ | V | D | N | Pts | BP | BC |
| --------------------- | -- | - | - | - | --- | -- | -- |
| Sénateurs d'Ottawa    | 8  | 7 | 1 | 0 | 14  | 32 | 14 |
| Canadiens de Montréal | 8  | 3 | 5 | 0 | 6   | 31 | 28 |
| Arenas de Toronto     | 8  | 2 | 6 | 0 | 4   | 22 | 43 |

## Meilleurs pointeurs
| Nom              | PJ | B  | A | Pts | Pun |
| ---------------- | -- | -- | - | --- | --- |
| Cy Denneny       | 18 | 18 | 4 | 22  | 43  |
| Frank Nighbor    | 18 | 18 | 4 | 22  | 27  |
| Jack Darragh     | 14 | 12 | 1 | 13  | 27  |
| Sprague Cleghorn | 18 | 6  | 6 | 12  | 27  |
| Eddie Gerard     | 18 | 4  | 6 | 10  | 17  |

## Saison régulière

### 1reDemie

#### Décembre
| No | Date        | Visiteur           | Score | Domicile              | Fiche |
| -- | ----------- | ------------------ | ----- | --------------------- | ----- |
| 1  | 21 décembre | Sénateurs d'Ottawa | 5-2   | Canadiens de Montréal | 1-0-0 |
| 2  | 26 décembre | Arenas de Toronto  | 4-11  | Sénateurs d'Ottawa    | 2-0-0 |
| 3  | 31 décembre | Sénateurs d'Ottawa | 2-4   | Arenas de Toronto     | 2-1-0 |

#### Janvier
| No | Date       | Visiteur              | Score | Domicile              | Fiche |
| -- | ---------- | --------------------- | ----- | --------------------- | ----- |
| 4  | 2 janvier  | Canadiens de Montréal | 2-7   | Sénateurs d'Ottawa    | 3-1-0 |
| 5  | 4 janvier  | Sénateurs d'Ottawa    | 2-5   | Canadiens de Montréal | 3-2-0 |
| 6  | 9 janvier  | Arenas de Toronto     | 2-4   | Sénateurs d'Ottawa    | 4-2-0 |
| 7  | 14 janvier | Sénateurs d'Ottawa    | 2-5   | Arenas de Toronto     | 4-3-0 |
| 8  | 16 janvier | Canadiens de Montréal | 10-6  | Sénateurs d'Ottawa    | 4-4-0 |
| 9  | 18 janvier | Sénateurs d'Ottawa    | 3-5   | Canadiens de Montréal | 4-5-0 |
| 10 | 23 janvier | Arenas de Toronto     | 2-3   | Sénateurs d'Ottawa    | 5-5-0 |

### 2edemie

#### Janvier
| No | Date       | Visiteur              | Score | Domicile              | Fiche |
| -- | ---------- | --------------------- | ----- | --------------------- | ----- |
| 11 | 25 janvier | Sénateurs d'Ottawa    | 1-0   | Canadiens de Montréal | 1-0-0 |
| 12 | 28 janvier | Sénateurs d'Ottawa    | 2-1   | Arenas de Toronto     | 2-0-0 |
| 13 | 30 janvier | Canadiens de Montréal | 2-3   | Sénateurs d'Ottawa    | 3-0-0 |

#### Février
| No | Date       | Visiteur              | Score | Domicile              | Fiche |
| -- | ---------- | --------------------- | ----- | --------------------- | ----- |
| 14 | 6 février  | Arenas de Toronto     | 3-6   | Sénateurs d'Ottawa    | 4-0-0 |
| 15 | 8 février  | Sénateurs d'Ottawa    | 1-3   | Canadiens de Montréal | 4-1-0 |
| 16 | 13 février | Canadiens de Montréal | 6-1   | Sénateurs d'Ottawa    | 4-1-0 |
| 17 | 18 février | Sénateurs d'Ottawa    | 4-10  | Arenas de Toronto     | 6-1-0 |
| 18 | 20 février | Arenas de Toronto     | 3-9   | Sénateurs d'Ottawa    | 7-1-0 |